# TW Hydrae
TW Hydrae – młoda gwiazda w gwiazdozbiorze Hydry otoczona dyskiem protoplanetarnym. Jest to najbliższy Ziemi znany dysk protoplanetarny. Znajduje się w odległości ok. 172 lat świetlnych.

## TW Hydrae b
W 2007 ogłoszono odkrycie planety TW Hydrae b na podstawie powtarzających się co 3,56 dnia zakłóceń w spektrum gwiazdy, jednakże w 2008 dalsza analiza danych przeprowadzona przez hiszpańskich naukowców pokazała, że dane obserwacyjne początkowo wskazujące na istnienie planety mogą być lepiej wytłumaczone plamami słonecznymi na powierzchni TW Hydrae.
W 2013 roku wykryto w dysku protoplanetarnym obszar o mniejszej jasności, znajdujący się ok. 80 au od gwiazdy, prawdopodobnie jest to częściowo wypełniona przerwa w dysku. Jeżeli przyczyną jej istnienia jest oddziaływanie grawitacyjne planety, to masa tej planety mogłaby się mieścić w przedziale 6–28 M🜨.
Obserwacje przeprowadzone w 2016 roku za pomocą interferometru ALMA ujawniły przerwę w dysku w odległości od gwiazdy zbliżonej do odległości Ziemi od Słońca, co może oznaczać, że powstaje tam planeta ziemiopodobna lub nieco masywniejsza superziemia. Inne wyraźne przerwy widoczne na zdjęciach z interferometru ALMA są położone od 3 do 6 miliardów kilometrów od gwiazdy centralnej, co odpowiada średnim odległościom Urana i Plutona od Słońca.